# 霜楓
有限会社 霜楓（そうふう）は、パートナーブランド加盟のアダルトゲームブランド。2004年7月26日設立。本社は東京都府中市。
他アダルトゲームブランドの外注制作を受けつつ、2005年5月21日に処女作の制作を発表。同年9月22日にタイトルを『陽だまりのはな』と発表する。翌年2月17日の発売を予定していたが、予定日1週間前の2月10日に体験版配布会やOHPで「致命的なバグがありました」と延期を発表。3週間延期して2006年3月10日に発売した。
発売後間も無くレンタルサーバー代の支払いが滞ってしまい、その間にドメインがアダルトDVD販売サイトに転送されるいたずらに遭ってしまう。その後WebMasterの個人サーバーにサイトを移しドメインの設定を元に戻したものの、転送量などの関係で必要最低限な復旧しかできず、TOPページの謝罪文のみが表示される状態が続いた。
2007年に入ってからはドメインも切れ、唯一スパムよけのため外部レンタルサイトに移していたBBSを除いて繋がらなくなってしまっている。

## 作品
- 2006年3月10日発売 陽だまりのはな

## 備考
- 参加していたスタッフは同人ゲームサークル「みるくかふぇ」の製作スタッフだったが、関連性は不明。そのサークルもホームページが閉鎖され、活動を停止している。